# سید محمدعلی قریشی
سیّد محمّدعلی قریشی (زادهٔ ۱۳۱۳ در خوانسار) نمایندهٔ حوزهٔ انتخابیهٔ خمین در دورهٔ پنجم مجلس شورای اسلامی بوده‌است. وی پیش‌تر در دورهٔ سوم نیز عضو این مجلس بود.